# Bechloul
 (septembre 2020).
Le contenu est difficilement compréhensible vu les erreurs de traduction, qui sont peut-être dues à l'utilisation d'un logiciel de traduction automatique.
 (novembre 2011).
Si vous disposez d'ouvrages ou d'articles de référence ou si vous connaissez des sites web de qualité traitant du thème abordé ici, merci de compléter l'article en donnant les références utiles à sa vérifiabilité et en les liant à la section « Notes et références ».
Bechloul (en berbère : Beclul, en tifinagh : ⴱⴻⵛⵍⵓⵍ, en arabe : بشلول), est une commune de la wilaya de Bouira, dans la région de la Kabylie en Algérie
Connue sous le nom At Yala Ussameur, Assameur, leur ville ancienne située dans le Djurdjura, à l'est du Mont Taouialt (Tikjda), d’après Mouloud Gaid, les Ath yaala (de la région de Bouira comme ceux de Setif) ont quitté la citadelle des Hammadides de Msila au XIe siècle, c'est-à-dire après l'invasion des Banu-Hilal.
Les habitants font partie de la grande tribu d'Ath Yaala et les grandes familles qui composent les Ath Yaala sont : Ath Ouambouve, Ath adjiva, les Ath Mendil, Ath Yahia, Ath vouvker, Ath Tchaatchaa et Ath Maamar.
Ils forment un ensemble ethniquement homogène pour les cinq tribus suscitées. Dans un passé récent, ils pratiquaient la grande transhumance entre le Djurdjura et les plaines qui longent les Oueds Zaiane et Ed Hous. Des sites archéologiques trahissent encore un passé tumultueux de la région. Des ruines datant de l'époque romaine sont localisées au lieu-dit Tighilt Tazougaght.
Les Ait-Yalaa ont de tout temps fait face farouchement à toutes les invasions.